# 則重

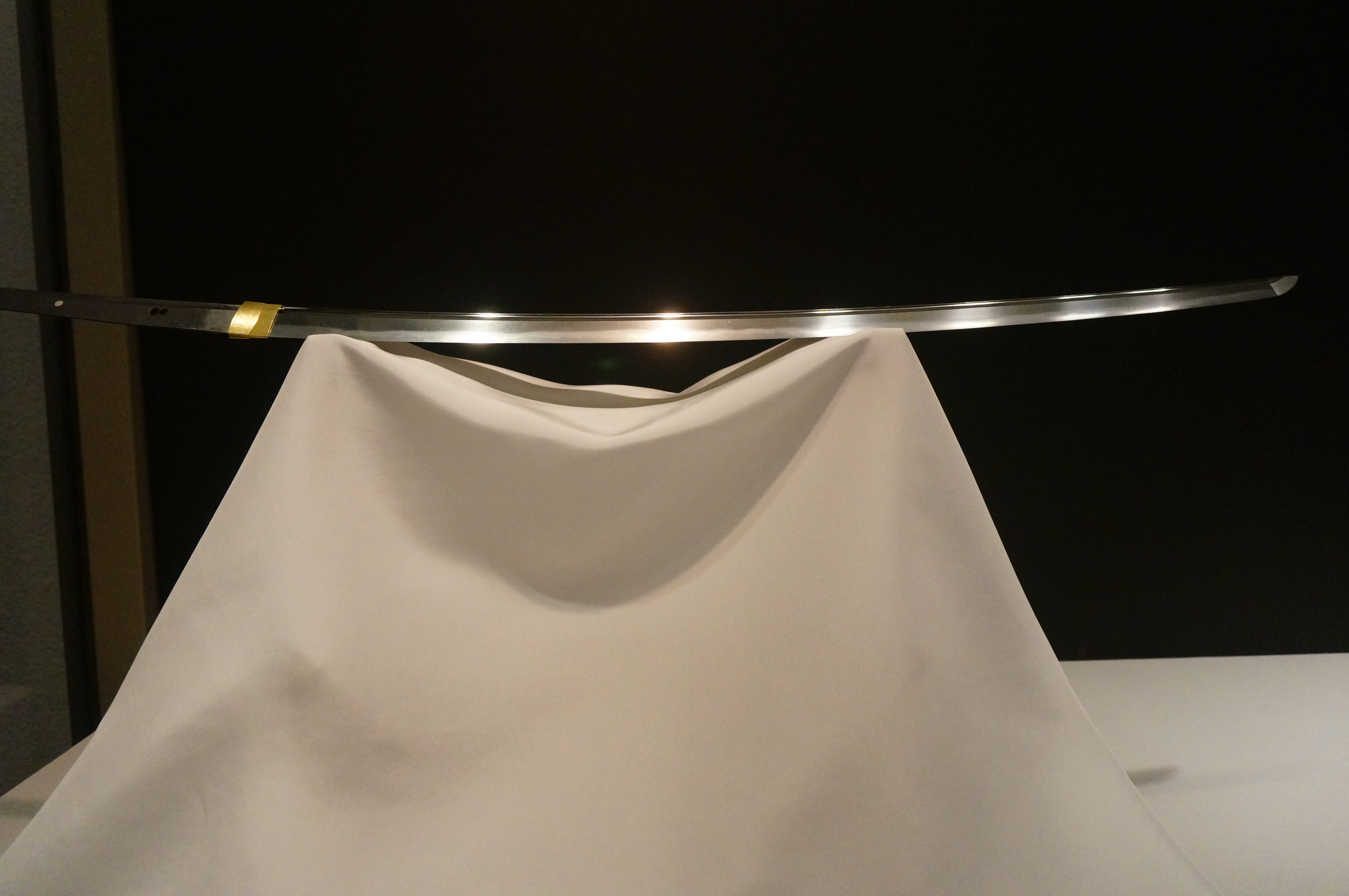
太刀 銘 則重、鎌倉時代、14世紀、東京国立博物館蔵、重要文化財

則重（のりしげ）は、鎌倉時代末期の越中国婦負郡呉服郷（現在の富山県富山市五福）の刀工。佐伯則重、または居住地から呉服郷則重とも呼ばれる。古刀最上作。

## 概要
古来、正宗十哲の1人に数えられ、正宗の高弟と喧伝されてきたが、作風と時代姿から新藤五国光、もしくは藤三郎行光に師事した兄弟弟子でも、兄弟子であろうと推測されている。正宗と比較して大和伝の作風が強く、相州伝上工の一人である。郷義弘の師とみられている。在銘短刀1口（号　日本一）が国宝に、在銘、大磨上無銘合わせて8口が重要文化財に指定されている。
則重の系統については、『能阿弥本銘尽』『正安本銘尽』は正宗の弟子とし、『喜阿弥本銘尽』は新藤五国光の弟子、正宗同門とする。則重には正和三年（1314年）銘の短刀（個人蔵）があり、『光山押形』所載のものには延慶三年（1310年）の年紀を見る。一方、新藤五には正和四年（1315年）銘の短刀（黒川古文化研究所蔵）があり、年代的には新藤五の弟子とみられる。

## 作風の特徴
- 造り込み - 太刀、短刀が多い。薙刀は一口確認されている。太刀は鎌倉末期の姿となり、踏ん張りがつき、腰反りがつき、先にいって伏せごころのない、切先が伸びた姿のものが多い。短刀は8寸前後で、重ね厚く、身幅狭く、フクラ枯れ、鋭いものとなる。これを筍反りと呼ぶ。振袖茎を見る。
- 地鉄 - 地鉄細かくよく練れ、黒味を帯び、大板目肌流れ、杢目を交え肌立ちごころ。通常目にする則重の地鉄は時代の研ぎ減りもあって、ややがさつき肌立ち、肌目が目立ち、鍛え肌がゴツゴツした松の皮が幾重にも重なっているかのように見えることから「則重の松皮肌」と呼ばれる。地沸（じにえ）の粒は大きく厚くつき、丸みのある湯走りしきりに入る。鍛え目に沿って地景入り、刃に入ってそのまま金筋（きんすじ）、稲妻となる。
- 刃文 - 直刃に小湾れを交えるものを基本とする。刃縁に荒沸がつき、刃中は小沸が微塵につき、沸裂を見る。刃縁に沿って、金筋、砂流し頗る入る。打ちのけも見られる。匂口は沈みごころで沸が強いため、地刃の境が判然としないものが多い。帽子は乱れこみ焼き詰めとなるものと、返りが深くつくものが存在する。

## 作刀
国宝
- 短刀 銘則重（号　日本一）（永青文庫）健全さは群を抜き、松皮肌が目立たず、日本一の則重であろうことから「日本一則重」と呼ばれる。

重要文化財
- 太刀 銘則重（福井・藤島神社）
- 太刀 銘則重（個人蔵、1937年重文指定）
- 刀 無銘伝則重（所在不明、1938年重文指定）
- 刀 無銘伝則重（鹿児島神宮蔵、第二次世界大戦後GHQにより接収され所在不明[3]）
- 刀 金象嵌銘則重磨上之本阿（花押）（大阪・法人蔵）
- 短刀 銘則重（大倉集古館）
- 短刀 銘則重（所在不明、1940年重文指定）
- 短刀 銘則重（大阪・法人蔵、1949年重文指定）

2014・2015年の文化庁による所在確認調査の結果、所在不明とされた物件については「所在不明」とした。